# 真穴村

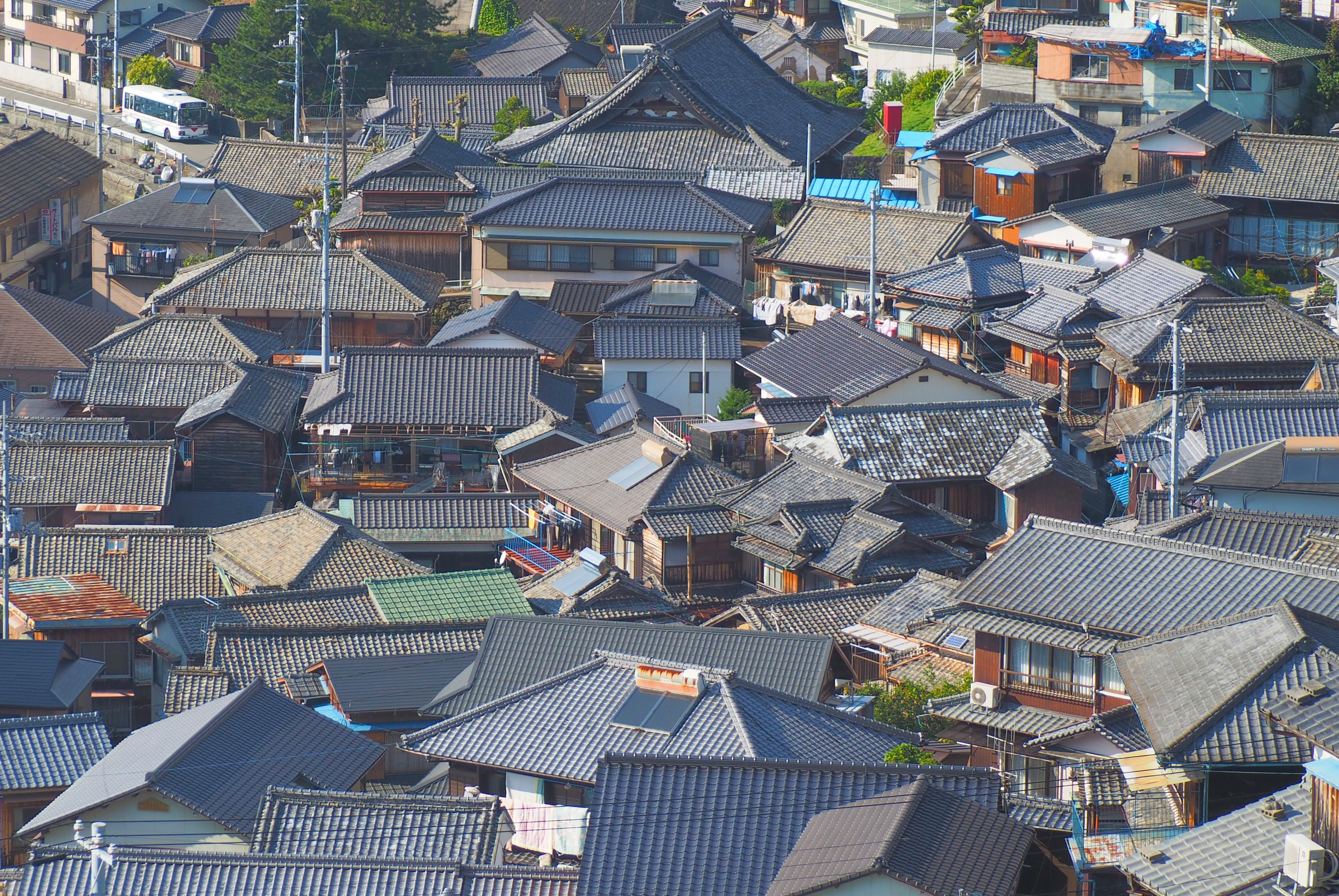
少ない平場に住宅がひしめき合う真網代の集落

真穴村（まあなむら）は、1955年（昭和30年）まで愛媛県西宇和郡にあった村である。
現在の八幡浜市の南西部、宇和海に面した農村であった。昭和の合併で八幡浜市の一部となり、現在に至っている。

## 地理
現在の八幡浜市の南西部。宇和海に面した沿岸地域。大島、地大島などの島を含む。西は宇和海に面しているが、北は川上村に、東は双岩村に、南は三瓶町（一足先に1月1日に合併により成立）に接している。集落は、大きく、真網代、穴井、大島の3つ。大島は離島。真網代と穴井の背後の山々は300m未満であり、急峻ではなくかんきつ類栽培に適している。
- 島　大島、地大島、三王島、栗島、ねずみ島、岡蕪島、沖蕪島

地名の由来
明治の合併時に、合併前の旧浦である真網代・穴井の両浦から一字ずつ取った合成地名。

## 歴史
藩政期
- 宇和島藩領。宇和島藩に入った伊達家は当初藩内を17の郷に分け統治したが、当村の前身である2つの浦は「保内郷」に属すものとされた。鰯漁が盛んな漁村であった。
- 1656年（明暦2年） - 宇和島藩から大島の開拓許可を得る。
- 1669年（寛文9年） - 大島に穴井浦の庄屋井上五助ら8名が入島、開拓。
- 1671年（寛文11年） - 穴井浦の枝浦として大島新浦成立。
- 1787年（天明6年） - 穴井本浦に大火200軒以上の家屋を焼失。

明治以降
- 1873年（明治6年） - 穴井浦から大島浦が分村願いを出すも穴井浦の反対で不許可になる。
- 1875年（明治8年） - 梅森学校開設（天満神社境内）。
- 1875年（明治8年） - 大島浦に魚寄小学校開校。
- 1878年（明治11年） - この頃までには大島浦が分立していたものと推察される。
- 1885年（明治18年） - 梅森学校、穴井尋常小学校と改称。

真穴村成立後
- 1889年（明治22年）12月15日 - 町村制・市制施行時に、真網代・穴井・大島の3つの浦の合併により真穴村となる。
- 1891年（明治24年） - 大円寺和尚により佐田岬の三崎村から夏柑が導入される。
- 1897年（明治30年） - 大字穴井の田中・三好の2人が北米へ渡航、以後相次ぐ。天満神社で留守家族によるアメリカ講が年2回開かれていた。
- 1900年（明治33年） - 阿部大三郎により立間村（後の北宇和郡吉田町）からウンシュウミカンが導入される。
- 1902年（明治35年） - 大字穴井に郵便局開局。
- 1907年（明治40年） - 愛媛製網操業開始。
- 1908年（明治41年） - 真網代養蚕組合設立。
- 1908年（明治41年） - 真網代製糸工場操業開始。
- 1910年（明治43年） - 大字穴井に佐海銀行開業。
- 1911年（明治44年） - 宇和島運輸の八幡浜・宇和島航路開設、穴井、真網代に寄航した。
- 1912年（大正1年） - 村田市太郎、和家清一郎らによって真網代柑橘組合設立。
- 1918年（大正7年） - 真網代においてミカンの共同出荷始まる。
- 1918年（大正7年） - 真穴柑橘組合設立。
- 1918年（大正7年） - 北米から帰国の柳沢秋三郎がトロール漁業を開始（愛媛県で初めて）。
- 1922年（大正11年） - 柳沢秋三郎により宇和漁業会社設立、八幡浜のトロール漁の先駆者。
- 1926年（大正15年） - 真網代に選果場設置。
- 1928年（昭和3年） - 穴井のミカンの共同出荷始まる。
- 1929年（昭和4年） - 早生ウンシュウ導入される。
- 1932年（昭和7年） - 穴井に第三選果場設置。
- 1933年（昭和8年） - この頃、桑畑とミカン畑とが面積逆転。
- 1937年（昭和12年） - 真穴第一・第二尋常高等小学校を統合、真穴尋常高等小学校開校。
- 1949年（昭和24年） - 全国果実品評会で農林大臣賞受賞。
- 1950年（昭和25年） - 伊予鉄バスにより海岸周りのバス路線開設される（八幡浜・三瓶線）。
- 1955年（昭和30年）2月1日 - 川上村・双岩村・日土村の3村とともに八幡浜市の一部となる。

```
真穴村の系譜
（町村制実施以前の村）　（明治期）
　　　　　　　　　　　　町村制施行時
穴井　　　━━━┓
真網代　　━━━╋━━　真穴村　━━━━━━━━━━━━━━━━━━━━━━━┓
大島　　　━━━┛　　　　　　　　　　　　　　　　　　　　　　　　　　　　　　┃
　　　　　　　　　　　　八幡浜町　　━━┳━━━━┳八幡浜市　━━━━━━━━┃
　　　　　　　　　　　　矢野崎村　　━━┛ａ      ┃（昭和10年2月11日　　　　┣━八幡浜市
　　　　　　　　　　　　千丈村　　━━━━━━━━┫　、合併、市制）　　　　　┃（昭和30年2月1日）
　　　　　　　　　　　　神山村    ━━━神山町ｂ━┫　　　　　　　　　　　　　┃
　　　　　　　　　　　　舌田村    ━━━━━━━━┛　　　　　　　　　　　　　┃
　　　　　　　　　　　　日土村    ━━━━━━━━━━━━━━━━━━━━━━┫
　　　　　　　　　　　　川上村    ━━━━━━━━━━━━━━━━━━━━━━┫
　　　　　　　　　　　　双岩村    ━━━━━━━━━━━━━━━━━━━━━┳┛
　　　　　　　　　　　　　　　　　　　　　　　　　　　　　　　　　大字和泉及び布喜川の一部
　　　　　　　　　　　　　　　　　　　　　　　　　　　　　　　　　三瓶町へ（昭和30年1月1日）境界変更

a 昭和5年1月1日、b 昭和3年7月1日町制施行
（注記）八幡浜町ほかの合併前の系譜、及び平成の合併の系譜については、それぞれの記事を参照のこと。

```

## 地域
明治の合併前の浦である、穴井（あない）、真網代（まあじろ）、大島（大島）がそのまま大字となった。

## 行政
役場
大字穴井字宮ノ浦におかれていた。

## 産業
農漁業
藩政期にはイワシ漁が、明治以降養蚕が盛んとなり、明治30年代に立間からウンシュウミカンが導入され、養蚕とミカンとの2本柱となり、大正期に急成長、ミカン王国とも称される愛媛でもミカンの銘柄産地の一つにまで上り詰めた。
工業
明治末期から大正にかけて八幡浜から進出の工場により綿織物工業が隆盛した。

## 交通
鉄道は通っていない。
海岸線に沿った道路が当時も現在も八幡浜市街と結ぶ交通ルートである。（愛媛県道28号を経て、現在の国道378号）

## 風習
真穴の座敷雛